# 고야마정
고야마정(일본어: 高山町)은 일본 가고시마현 남동부 오스미 반도의 동부에 있던 정이다. 현재의 기모쓰키정에 해당한다.
2005년 7월 1일에 우치노우라정과 합병해, 기모쓰키정의 일부가 되었다.
합병 당시에는 오스미 반도의 중심지로서의 지위는 가쿠야시에 넘겨주었지만, 전국시대까지는 간쓰케씨의 본거지였던 다카야마성의 성읍으로, 다이쇼 시대 철도 개통 이전까지는 간쓰쿠가와 강 하구의 하미(波見)가 무역항으로 번창했다

## 지리
오스미 반도의 거의 중앙에 펼쳐진 기모쓰키 평야의 충적평야에 위치한다. 북부를 기모쓰키강 동쪽으로 흐르고, 마을 중심부를 지류인 고야마강이 북쪽으로 흐른다. 남부에는 간소쿠 산지(쿠니미 산맥)가, 북서부에는 가사노하라 고원이 펼쳐져 있으며, 동부는 시부시만에 접해 있다.

## 역사
- 1889년 4월 1일 - 정촌제 시행에 의해 기모쓰키군 고야마촌이 설치되었다.
- 1932년 4월 1일 - 정으로 승격해 고야마정이 되었다.
- 2005년 7월 1일 - 우치노우라정과 합병해 자치체로서는 소멸하였고, 기모쓰키정의 일부가 되었다.

## 교통

### 도로
- 국도 220호선
- 국도 448호선

## 출신인물
- 니카이도 스스무 (중의원 의원)

## 참고 문헌
- 角川日本地名大辞典編纂委員会,『角川日本地名大辞典 鹿児島県』1983, 角川書店